# Сан-Хуан (річка в Аргентині)
Сан-Хуа́н (ісп. San Juan) — річка в аргентинській провінції Сан-Хуан. 
Бере початок в Андах і впадає у річку Десагуадеро. Використовується для зрошення сільськогосподарських угідь і виробництва електроенергії на ГЕС Ульюм, Хосе-Ігнасіо-де-ла-Роса, Караколес, Пунта-Негра.
| Аргентина | Це незавершена стаття з географії Аргентини. Ви можете допомогти проєкту, виправивши або дописавши її. |

31°15′15″ пд. ш. 69°13′00″ зх. д. / 31.25417° пд. ш. 69.21667° зх. д.